# Hibiscus trichonychus
Hibiscus trichonychus är en malvaväxtart som beskrevs av François Gagnepain. Hibiscus trichonychus ingår i Hibiskussläktet som ingår i familjen malvaväxter. Inga underarter finns listade i Catalogue of Life.